# Kanton Cayambe
Der Kanton Cayambe befindet sich in der Provinz Pichincha nordzentral in Ecuador. Er besitzt eine Fläche von 1191 km². Im Jahr 2022 lag die Einwohnerzahl bei rund 105.300. Verwaltungssitz des Kantons ist die Stadt Cayambe mit 39.028 Einwohnern (Stand 2010). Der Kanton Cayambe wurde am 23. Juli 1883 gegründet.

## Lage
Der Kanton Cayambe liegt im Nordosten der Provinz Pichincha. Das Gebiet liegt in der Cordillera Real. Im Osten des Kantons erhebt sich der Vulkan Cayambe. Der Río Pisque, ein Zufluss des Río Guayllabamba, entwässert das Areal nach Westen. Der Hauptort Cayambe befindet sich 45 km nordöstlich von Quito. Die Fernstraße E35 von Quito nach Ibarra führt durch den Kanton.
Der Kanton Cayambe grenzt im Osten an die Provinz Sucumbíos mit dem Kanton Gonzalo Pizarro, im Südosten an die Provinz Napo mit dem Kanton El Chaco, im Südwesten an den Kanton Quito, im Nordwesten an den Kanton Pedro Moncayo sowie im Norden an die Provinz Imbabura mit den Kantonen Otavalo, Ibarra und Pimampiro.

## Verwaltungsgliederung
Der Kanton Cayambe ist in die Parroquias urbanas („städtisches Kirchspiel“)
- Cayambe
- Juan Montalvo

und in die Parroquias rurales („ländliches Kirchspiel“)
- Ascázubi
- Cangahua
- Olmedo Pesillo
- Otón
- San José de Ayora
- Santa Rosa de Cuzubamba

gegliedert.

## Geschichte
Entwicklung der Einwohnerzahl im Kanton Cayambe bei landesweiten Volkszählungen zum jeweiligen Gebietsstand:
| Jahr                    | Einwohner | +/-    |
| ----------------------- | --------- | ------ |
| 1950                    | 25.244    | –      |
| 1962                    | 26.845    | 6,3 %  |
| 1974                    | 34.162    | 27,3 % |
| 1982                    | 41.740    | 22,2 % |
| 1990                    | 46.938    | 12,5 % |
| 2001                    | 69.800    | 48,7 % |
| 2010                    | 85.795    | 22,9 % |
| 2022                    | 105.267   | 22,7 % |
| Datenherkunft: Wikidata |           |        |

## Ökologie
Der Osten des Kantons liegt im Nationalpark Cayambe Coca.